# Bar Lin
Bar Lin (in ebraico בר לין‎?; 8 agosto 2004) è un calciatore israeliano, centrocampista del Kryvbas in prestito dal Maccabi Tel Aviv.

## Carriera

### Club
Cresciuto nel settore giovanile del Maccabi Tel Aviv, ha debuttato in prima squadra il 3 marzo 2022 nell'incontro valevole per i quarti di finale di Coppa d'Israele vinto 4-0 contro il Maccabi Giaffa. Nel settembre del 2023 è passato in prestito all’Hapoel Haifa, dove ha trovato maggiore continuità di impiego; il prestito è stato poi rinnovato anche per la stagione successiva.
Il 4 agosto 2025 è stato prestato al Kryvbas.

### Nazionale
Ha giocato con le nazionali giovanili israeliane Under-18, Under-19 ed Under-21.

## Statistiche

### Presenze e reti nei club
Statistiche aggiornate al 10 agosto 2025.
| Stagione        | Squadra          | Campionato      | Campionato | Campionato | Coppe nazionali | Coppe nazionali | Coppe nazionali | Coppe continentali | Coppe continentali | Coppe continentali | Altre coppe | Altre coppe | Altre coppe | Totale | Totale | Totale |
| Stagione        | Squadra          | Comp            | Pres       | Reti       | Comp            | Pres            | Reti            | Comp               | Pres               | Reti               | Comp        | Pres        | Reti        | Pres   | Reti   |        |
| --------------- | ---------------- | --------------- | ---------- | ---------- | --------------- | --------------- | --------------- | ------------------ | ------------------ | ------------------ | ----------- | ----------- | ----------- | ------ | ------ | ------ |
| 2021-2022       | Maccabi Tel Aviv | LHA             | 0          | 0          | CI+TC           | 1+0             | 0               | -                  | -                  | -                  | -           | -           | -           | 1      | 0      |        |
| 2022-2023       | Maccabi Tel Aviv | LHA             | 1          | 0          | CI+TC           | 0               | 0               | -                  | -                  | -                  | -           | -           | -           | 1      | 0      |        |
| 2023-2024       | Hapoel Haifa     | LHA             | 21         | 0          | CI+TC           | 2+0             | 0               | -                  | -                  | -                  | -           | -           | -           | 23     | 0      |        |
| 2024-2025       | Hapoel Haifa     | LHA             | 19         | 0          | CI+TC           | 2+0             | 0               | -                  | -                  | -                  | -           | -           | -           | 21     | 0      |        |
| 2025-2026       | Kryvbas          | PL              | 1          | 0          | CU              | 0               | 0               | -                  | -                  | -                  | -           | -           | -           | 1      | 0      |        |
| Totale carriera | Totale carriera  | Totale carriera | 42         | 1          |                 | 5               | 0               |                    | -                  | -                  |             | -           | -           | 47     | 1      |        |